# Англомовна криза в Камеруні

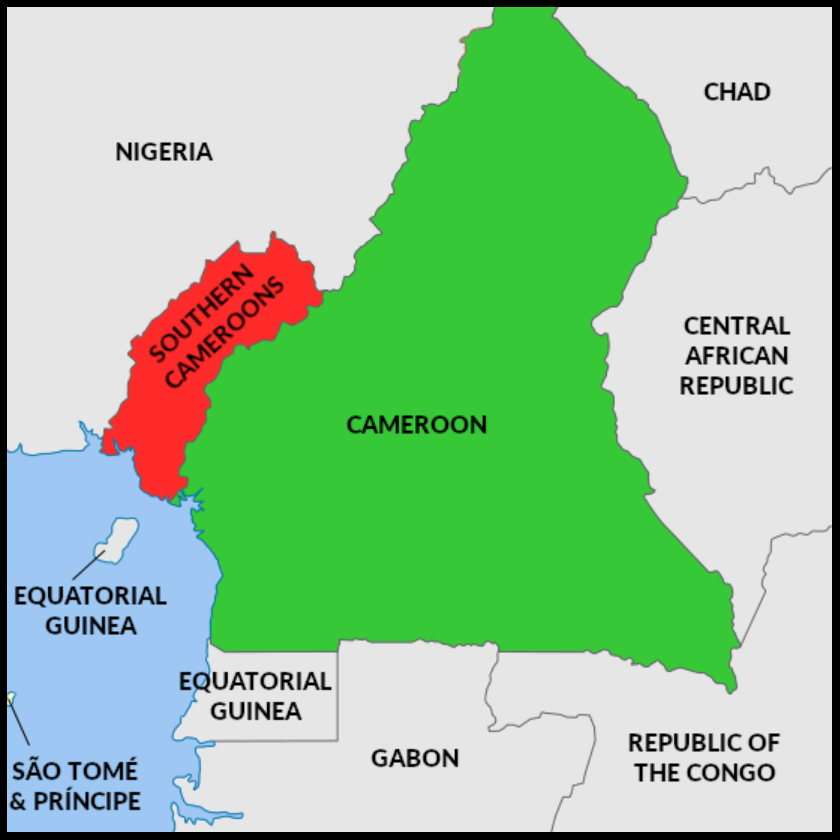

Англомовна криза в Камеруні (фр. Crise anglophone), також відома як Амбазонська війна або Громадянська війна в Камеруні — збройний конфлікт у південній частині Камеруну; є частиною проблеми англомовного населення. У вересні 2017 року сепаратисти на англомовних територіях Північно-Західного та Південно-Західного регіонів (усі разом відомі як Південний Камерун) оголосили незалежність Амбазонії та почали боротьбу проти уряду. У 1993 році представники англомовних груп скликали першу Конференцію англофонів (AAC1) у м. Буеа. На конференції була видана «Буеанська декларація», в якій містилися заклики до конституційних поправок для відновлення федерації 1961 року. Згодом відбулася друга Конференція англофонів (AAC2) у Баменді 1994 року. На цій конференції була видана «Декларація Баменда», в якій говорилося, що, якщо федеральна держава не буде відновлена в розумні терміни, Південний Камерун оголосить про свою незалежність. Конференція англофонів була перейменована в Південно-Камерунську Народну Асамблею (SCPC), а потім у Південно-Камерунську Народну Організацію (SCAPO), виконавчим керівним органом якої виступила Національна рада Південного Камеруну (SCNC). Молоді активісти сформували Молодіжну лігу Південного Камеруну (SCYL) у Буеа 28 травня 1995 року. SCNC направив делегацію на чолі із Джоном Фончей в Організацію Об'єднаних Націй, яка була акредитована 1 червня 1995 і подала петицію проти анексії Південного Камеруну французьким Камеруном. За цим того ж року відбувся референдум, результатом якого, за твердженням організаторів, стало 99 % голосів за незалежність, при цьому проголосувало 315 000 чоловік.

## Передісторія

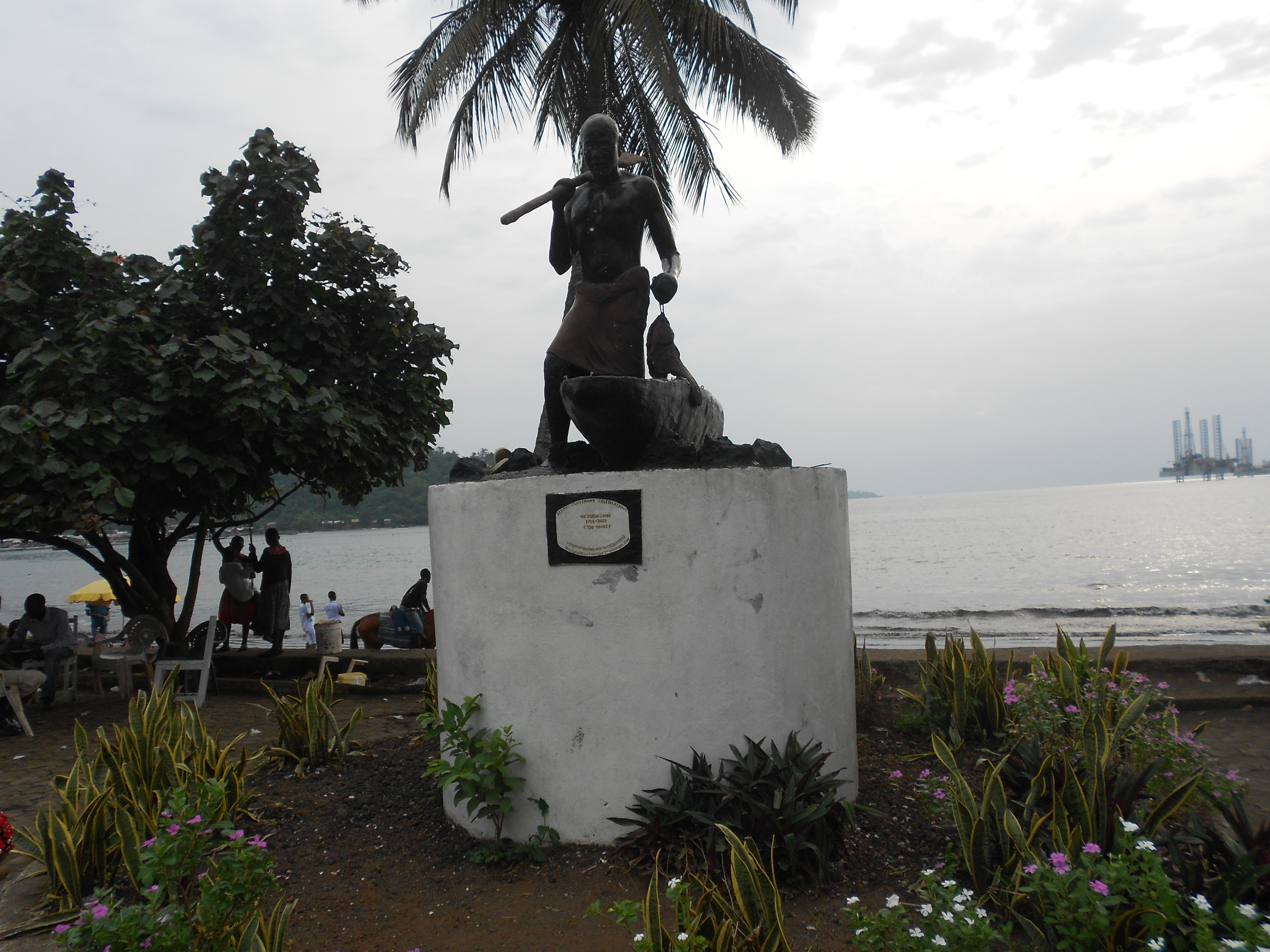
Пам'ятник на честь 150-ї річниці заснування м. Вікторія в бухті Амбас, від якої пішла назва Амбазонія

Назва Амбазонія походить від затоки Амбас та Амбозеса, місцевої назви гирла річки Вурі . Саме тут англійська мова з'явилася вперше в Південному Камеруні, коли місіонер Альфред Сакер заснував поселення звільнених рабів у затоці Амбас 1858 року, яке згодом було перейменовано у Вікторію (сучасне Лімбе). 1884 року цей район став британським протекторатом Амбас Бей зі столицею у Вікторії. 1887 року Британія поступилася цією територією німецькій колонії Камерун. У Німеччині виникли труднощі зі встановленням контролю над внутрішніми районами Вікторії, що призвело до війни Бафут проти місцевих феодалів-фонів, що тривала до 1907 року.
Після Першої світової війни та Версальського договору Камерун був розділений між французьким і британським Мандатами Ліги Націй. Французький мандат був відомий як Камерун і охоплював більшу частину колишньої німецької території. Британський мандат представляв витягнуту смугу суходолу вздовж кордону колоніальної Нігерії, що складалася з Північного Камеруну і Південного Камеруну, включно із історичним протекторатом затоки Амбас. Ця територія отримала назву «Британський Камерун».
Британці керували територіями шляхом непрямого правління, дозволяючи місцевій владі керувати населенням відповідно до їх власних традицій. У 1953 році делегація Південного Камеруну на конференції в Лондоні попросила виділити окремий регіон. Британці погодилися, і Південний Камерун став автономним регіоном зі столицею в Буеа. Вибори відбулися 1954 року, і 1 жовтня 1954 року парламент провів засідання, на якому прем'єр-міністром був обраний Е. М. Л. Енделі.
Організація Об'єднаних Націй організувала в регіоні 11 лютого 1961 року плебісцит, в якому було запропоновано дві альтернативи: союз із Нігерією або союз із Камеруном. Третій варіант, незалежність, викликав заперечення британського представника в Раді з Опіки ООН сера Ендрю Коена, і в результаті не був внесений у список. Під час плебісциту 60 % виборців у Північному Камеруні проголосували за союз із Нігерією, в той час як 70 % виборців у Південному Камеруні вважали за краще союз із Камеруном. Результати були частково пов'язані зі страхом домінування з боку набагато більшої Нігерії. 1 лютого 1959 року Енделі програв на виборах Джону Нгу Фонче.
Південний Камерун став частиною Камеруну 1 жовтня 1961 року як «Західний Камерун» зі своїм прем'єр-міністром. Однак англомовні народи Південного Камеруну не вірили, що франкомовний уряд країни ставиться до них справедливо. Тодішній президент Ахмаду Ахіджо побоювався, що Південний Камерун вийде з союзу, забравши із собою свої природні ресурси. Після одностороннього референдуму у французькому Камеруні 20 травня 1972 року в Камеруні була прийнята нова конституція, яка замінила федеративну державу унітарною державою, а також дала більше повноважень президенту. Південний Камерун втратив свій автономний статус і став Північно-Західним регіоном і Південно-Західним регіоном Республіки Камерун. Прихильники незалежності стверджували, що це порушувало конституцію, оскільки більшість депутатів із Західного Камеруну повинні були дати згоду, щоб конституційні зміни були законними. Вони стверджували, що Резолюція ООН 1608 не було виконана, і що Південний Камерун був фактично анексований Камеруном.
У меморандумі від 20 березня 1985 року англомовний адвокат і президент Камерунського колегії адвокатів Фон Горджі Дінка написав, що уряд Бії неконституційний, і оголосив, що колишній Південний Камерун має стати незалежним, як Республіка Амбазонія. Наступного січня Дінка був ув’язнений без суду і слідства. Три роки по тому він втік до Нігерії.
У діяльність SCNC регулярно втручалась поліція. 23 березня 1997 року близько десяти осіб було вбито під час рейду на табір у Баменді. Поліція заарештувала від 200 до 300 осіб, в основному прихильників SCNC, але також і членів Соціал-демократичного фронту. У подальших судових процесах Amnesty International і SCNC показали суттєві докази визнання шляхом тортур та насильства. Рейд і судовий процес призвели до припинення діяльності SCNC. У відповідь на це в квітні 1998 року невелика фракція обрала Есоку Ндокі Мукете, високопоставленого члена Соціал-демократичного фронту, новим головою SCNC. До жовтня 1999 року, коли чимало з обвинувачених було визнано винними в суді 1997 року, фракція на чолі з Мукете стала більш напористою. 1 жовтня 1999 року бойовики захопили Радіо Буеа, щоб проголосити незалежність Південного Камеруну, але не змогли цього зробити. Керівництво й багато членів SCNC були згодом заарештовані. У 2001 році влада Камеруну офіційно оголосила SCNC незаконною. У 2006 році фракція SCNC знову проголосила незалежність Амбазонії.
У 2006 році Нігерія поступилася півостровом Бакасі Камеруну, поклавши край десятирічній територіальній суперечці. Місцеві ополченці, які виступають проти зміни кордонів, підняли зброю проти уряду Камеруну, почавши конфлікт Бакасі. Повстанці використовували піратську тактику, нападаючи на кораблі, викрадаючи моряків й здійснюючи далекі морські набіги навіть на Лімбе і Дуала. У той час як деякі громадські рухи (такі як BAMOSD) прагнули зробити Бакасі незалежною державою, інші боролися за незалежність Амбазонії. У листопаді 2007 року раніше невідома група «Визволителі Південного Камеруну» вбила 21 камерунського солдата. Більшість ополченців у Бакасі склали зброю у вересні 2009 року.

## Пошук вирішення конфлікту

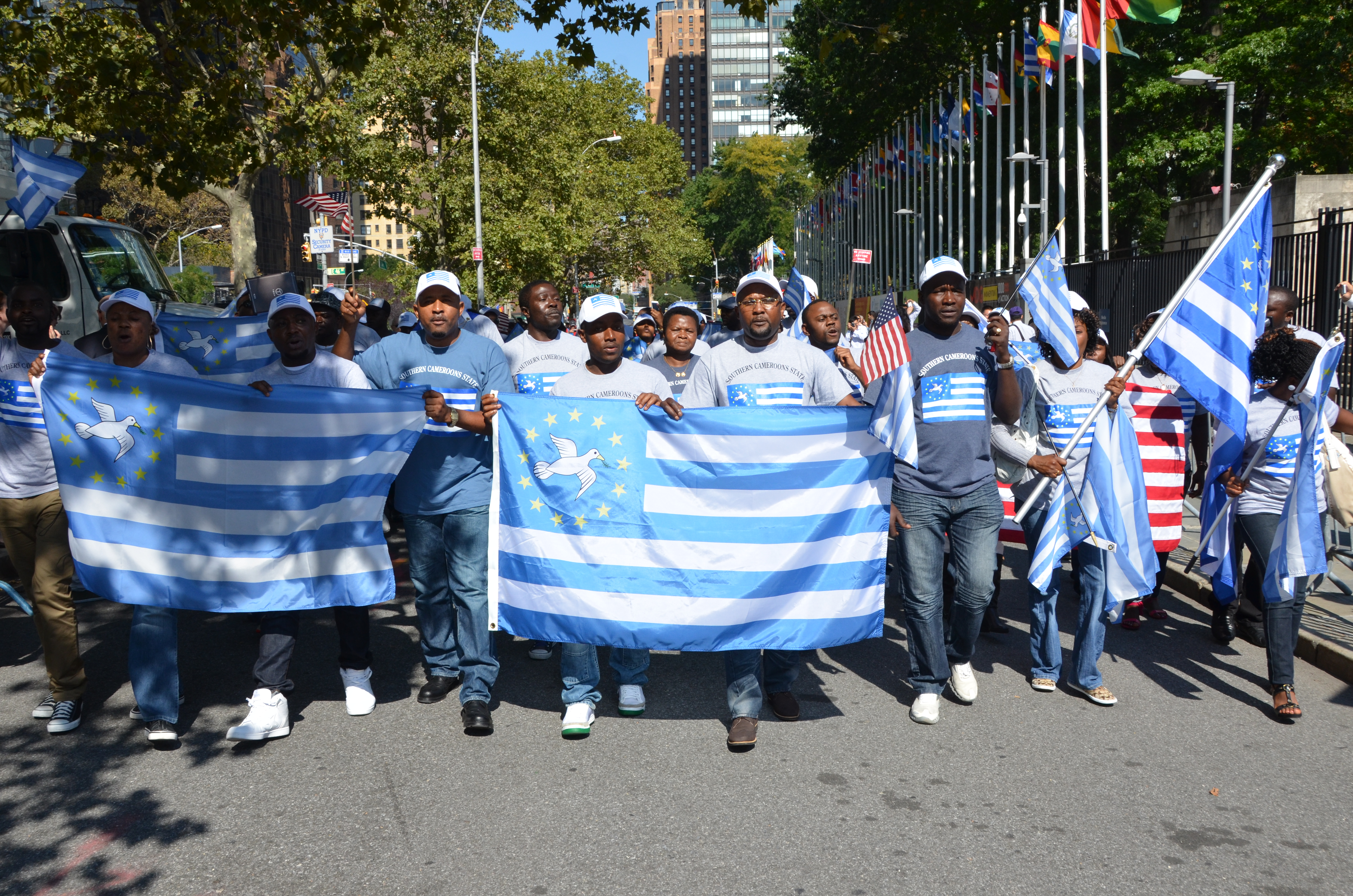
Демонстрація на підтримку Амбазонії

Англомовна криза стала гострим питанням політики Камеруну. Партія влади, «Народно-демократичний рух Камеруну», вважає сепаратистів терористами і підтримує військове вирішення конфлікту. Тим часом опозиція відкрито критикує дії уряду щодо врегулювання конфлікту. У січні 2019 року Соціал-демократичний фронт оголосив, що виступить проти будь-яких майбутніх виборів у країні, поки триватиме війна. Партія підтримує врегулювання конфлікту шляхом переговорів і вимагає припинення вогню, започаткування діалогу, амністії для всіх, хто був ув’язнений через кризу, створення комісії зі встановлення істини й примирення та децентралізації країни. У березні 2019 року Соціал-демократичний фронт звинуватив уряд Камеруну в підтримці збройних формувань в англомовних регіонах. У травні 2019 року Соціал-демократичний фронт оголосив, що бойкотуватиме святкування Національного дня в знак солідарності з населенням Південного Камеруну, які живуть у стані громадянської війни .
Невеликі опозиційні партії, такі як «Камерунський рух Відродження» (MRC), також звинувачують уряд у нездатності вирішити конфлікт. 26 січня 2019 року прихильники MRC вторглися в посольство Камеруну в Парижі, пославшись, серед іншого, на англомовну кризу. У травні 2019 року MRC приєднався до Соціал-демократичного фронту в бойкотуванні святкування Національного дня Камеруну. Народна партія Камеруну дотримується компромісного підходу, засуджуючи як уряд, так і сепаратистів. Лідер партії Ка Уолла заявив, що кризу можна вирішити, перетворивши Камерун у федерацію.